# Капелн
Капелн (њем. Kappeln) град је у њемачкој савезној држави Шлезвиг-Холштајн. Једно је од 134 општинска средишта округа Шлезвиг-Фленсбург. Према процјени из 2010. у граду је живјело 9.768 становника. Посједује регионалну шифру (AGS) 1059045, NUTS (DEF0C) и LOCODE (DE KAP) код.

## Географски и демографски подаци
Капелн се налази у савезној држави Шлезвиг-Холштајн у округу Шлезвиг-Фленсбург. Град се налази на надморској висини од 10 метара. Површина општине износи 43,3 km².

## Становништво
У самом граду је, према процјени из 2010. године, живјело 9.768 становника. Просјечна густина становништва износи 225 становника/km².

## Међународна сарадња
| Мјесто | Држава | Врста сарадње | Од    |
| ------ | ------ | ------------- | ----- |
| Устка  | Пољска | партнерство   | 1991. |
| Фаборг | Данска | партнерство   | 1984. |
| Извор  |        |               |       |